# بند گلستان

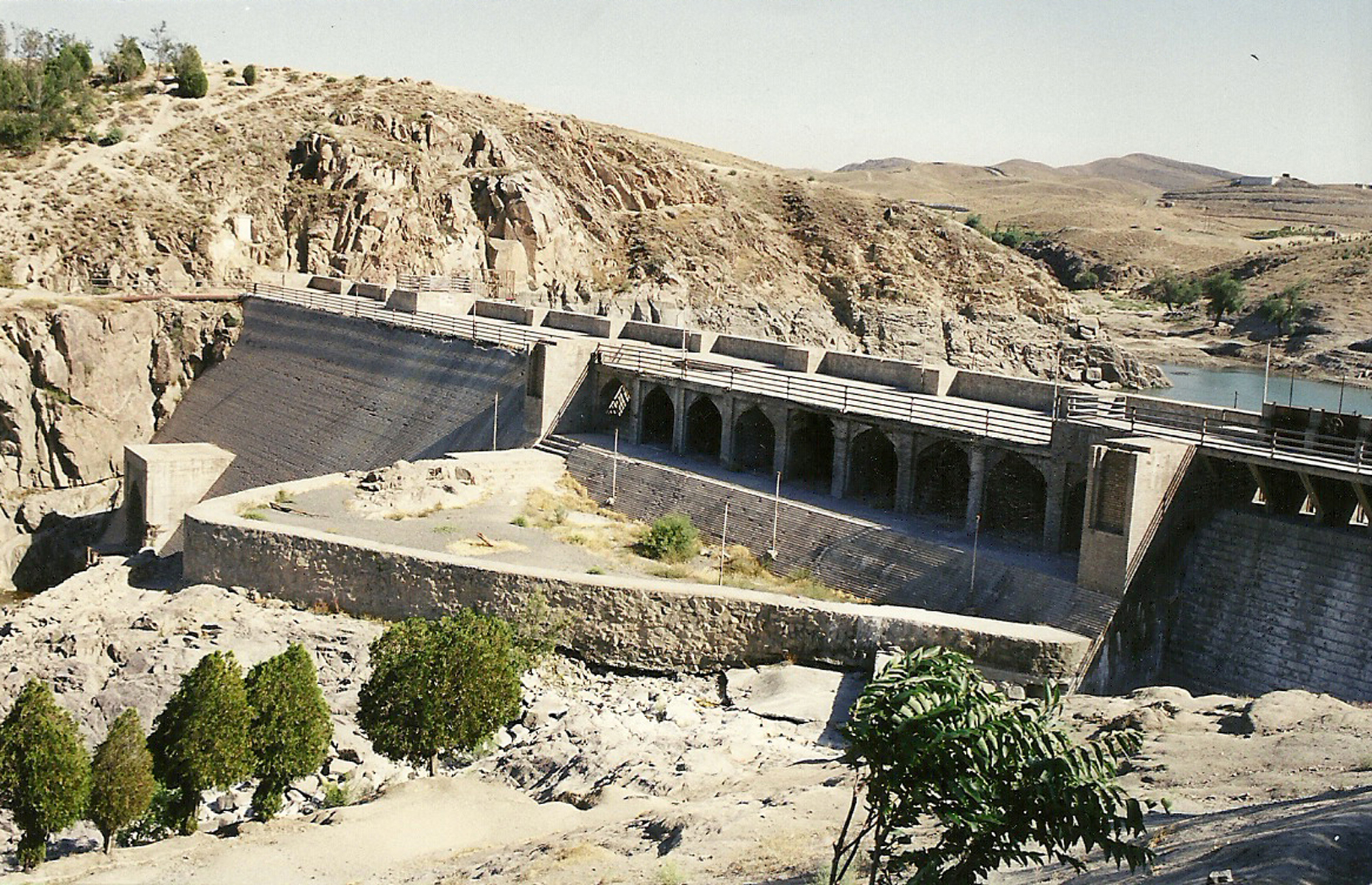
بند تاریخی گلستان

بند گلستان یکی از بندهای تاریخی استان خراسان است که در ۸ کیلومتری غرب مشهد بر روی رودخانه گلستان احداث شده‌است. این بند هم‌اکنون از محل‌های دیدنی و توریستی شهر مشهد به‌شمار می‌رود. از نظر موقعیت جغرافیایی این بند در عرض شمالی ۳۶ درجه و طول شرقی ۵۹ درجه، در ارتفاع ۱۱۹۰ متری از سطح دریا واقع شده‌است. با وجود اینکه حدود ۵۰۰ سال از عمر این بنا می‌گذرد هنوز سالم و پابرجاست.

## پیشینه و هدف از احداث
این بنا از آثار دوره تیموریان است. در مورد سازنده بند گلستان نظرات متفاوتی ارائه شده‌است. بعضی بنای بند را به شاهرخ پسر تیمور گورکانی نسبت داده‌اند و برخی بند را از بناهای گوهرشادبیگم همسر شاهرخ می‌دانند. بعضی دیگر گلستان را به نام کنیز گوهرشاد دانسته و قریه و بند گلستان را به او نسبت داده‌اند.
در کتاب «اسناد و مکاتبات تاریخی ایران» تألیف دکتر عبدالحسین نوایی سندی وجود دارد که حاکی از فرمان سلطان ابوسعید گورکانی خطاب به مردم مشهد راجع به بنای بند گلستان است. با توجه به این که فرمان مذکور تاریخ ندارد و سلطان ابوسعید در سال ۸۳۷ قمری کشته شده، استنباط می‌شود که بنای بند گلستان و صدور فرمان مذکور چند سال قبل از مرگ وی بوده‌است. هدف از احداث این بند آبیاری اراضی کشاورزی پایین دست و قریه آبکوه بوده‌است.

## مشخصات بند
بند گلستان در محلی ساخته شده‌است که عرض دره تنگ‌تر می‌شود و در دو طرف آن صخره‌های عظیمی وجود دارد. سنگ تکیه گاه آن از گرانیت و گرانودیوریت موسوم به لوکو گرانیت است. اگر چه یک قسمت بند روی سنگ گرانیت تکیه دارد ولی خود بند روی آبرفت‌های رودخانه بنا شده‌است لذا کف مخزن آن در قسمت پایه اصلی بند غیرقابل نفوذ نیست. مصالح اصلی به کار رفته در بند آجر و سنگ و ملات مخلوط از آهک و شن و خاک است. قسمت میانی سازه با سنگ و ملات پر شده و سطوح خارجی آن با آجر کار شده‌است. بنای بند را طوری ساخته‌اند که صخره‌ای که در طرف خارجی آن واقع شده حکم پشتیبان محکمی را برای بند دارد.
طول بند در قسمت پایه در کف رودخانه ۳۰٫۶ متر است و هر چه به طرف بالا ادامه می‌یابد بر مقدار آن افزوده می‌شود و در بالا طول تاج فعلی ۱۳۰ متر است. عرض تاج یا ضخامت سد در بالا ۱۰٫۵ متر و در پایین حدود ۲۵ متر است. ارتفاع سرریز بند ۲۰ متر از بستر رودخانه منظور شده‌است. مخزن بند در بالاترین ارتفاع حجمی معادل ۲٫۷ میلیون متر مکعب دارد و حجم مفید آن منهای حجم اشغال شده توسط رسوبات ۱٫۵ میلیون متر مکعب است.

## مالکیت بند
این بند از جمله موقوفات علی بن موسی‌الرضا است و مالکیت آن در حال حاضر بین موقوفات آستان قدس رضوی و مسجد گوهرشاد مشترک می‌باشد و مدار آن بر یازده سهم قرار دارد که هفت سهم آن موقوفه آستان قدس و چهار سهم بقیه وقف بر مصارف جامع گوهرشاد است.
در سال ۱۳۵۶ شرکت سهامی آب منطقه‌ای خراسان در قبال پرداخت مبلغ ۲۵۷۱۶۰۰۰ ریال مخارج احیای بند به آستان قدس رضوی حفاظت آن را به عهده گرفت. مجدداً بر اساس صورتجلسه‌ای در سال ۱۳۶۰ بند گلستان به‌طور موقت تا سال ۱۳۶۵ به آستان قدس رضوی تحویل شد که هنوز هم ادامه دارد و اخیراً مکاتباتی برای تحویل مجدد آن به سازمان آب به عمل آمده‌است. بنابراین فقط ۵ سال بند در اختیار سازمان آب بوده‌است.

## مرمت و بازسازی
اولین تعمیرات و بازسازی
تا سال ۱۳۵۱ ارتفاع بند ۱۵ متر بود و خروج آب از آن به صورت سرریز از روی تاج بند انجام می‌شد. در این سال آستان قدس رضوی به منظور بالا بردن ظرفیت دریاچه بند تعمیراتی انجام داد و ارتفاع بند را حدود ۶ متر افزایش داد و در قسمت انتهای غربی تاج بند ۵ دریچه خروجی آب با شش پایه بتنی ساخت. طول بند نیز از ۱۰۲ متر به ۱۳۰ متر افزایش داده شد. تعمیرات انجام شده تا پایان سال ۱۳۵۲ ادامه یافت و در فروردین ۱۳۵۳ بند رسماً افتتاح و مورد بهره‌برداری قرار گرفت. در همین زمان کتیبه‌ای نیز در انتهای قسمت شرقی تاج بند بر روی صخره‌ها نصب شد که در حال حاضر نوشته‌های آن بزحمت قابل خواندن است.
پروژه مرمت بند گلستان
مطالعات مرمت بند گلستان به عنوان یک اثر تاریخی توسط شرکت آب منطقه‌ای خراسان انجام شده‌است و پروژه ترمیم و مرمت با احداث کارگاه در محل بند توسط پیمانکار پروژه در سال ۸۹ آغاز شده‌است. پس از اتمام مراحل مرمتی بند گلستان مجدد آبگیری و بهره‌برداری و جهت بازدید به روی عموم بازگشایی می‌شود.